# 시성식
시성식(示性式, 영어: rational formula)은 화학에서 화합물의 성질을 밝히기 위해 분자 내의 화학적 특성을 지배하는 원자단을 쉽게 알 수 있도록 나타낸 화학식이다. 분자 속에 있는 작용기의 종류, 수, 결합의 순서 등을 나타낸다. 예를 들면, 에탄올의 분자식은 C2H6O이고, 시성식은 C2H5OH이다.

## 시성식
그래픽의 사용이 매우 제한되었던 초기 유기 화학 출판물에서 텍스트 한 줄에 유기 구조를 설명하는 인쇄 체계가 등장했다. 이 시스템은 구조식과는 달리 고리형 화합물에 적용할 때 문제가 되는 경향이 있지만 여전히 쉽게 작용기를 중심으로 단순한 구조를 나타내는 편리한 방법으로 남아 있다.

## 같이 보기
- 원자단
- 화학반응식
- 실험식